# Evandro Carreira
Evandro das Neves Carreira (Manaus, 24 de agosto de 1927 - Manaus, 22 de dezembro de 2015) foi um advogado e político brasileiro que foi senador pelo Amazonas.

## Dados biográficos
Filho de Tocandira Balbi Carreira e Inácia das Neves Carreira. Advogado graduado em 1958 pela Universidade Federal do Amazonas, foi suplente de deputado estadual em 1958 pelo PST e em 1962 pelo PL e mesmo derrotado foi eleito vereador em Manaus nos anos de 1959 e 1963. Com o bipartidarismo imposto pelo Regime Militar de 1964 foi para a ARENA e obteve novas suplências ao se candidatar a deputado estadual em 1966 e a vereador de Manaus em 1968.
Após um litígio com seu partido trocou de legenda e pelo MDB foi de novo suplente de deputado estadual em 1970, mas em 1974 beneficiou-se da onda oposicionista e foi eleito senador pelo Amazonas ao derrotar o candidato Flávio Brito (ARENA).
Com o pluripartidarismo restaurado no governo João Figueiredo ingressou no PMDB, mas ao se indispor com a legenda foi para o PT e disputou a reeleição numa sublegenda em 1982, sem sucesso. Também foi derrotado ao buscar um mandato de deputado federal pelo PSB em 1986 e ao tentar, por duas vezes, um novo mandato de senador: pelo PV em 1998 e pelo PSOL em 2010.